# 毛叶钝果寄生
毛叶钝果寄生（学名：Taxillus nigrans），为桑寄生科钝果寄生属下的一个种。

## 扩展阅读
維基物種上的相關：毛叶钝果寄生